# 마이크롭 앤 가솔린
《마이크롭 앤 가솔린》(Microbe et Gasoil)은 2015년 공개된 프랑스의 코미디 영화이다.

## 출연

### 주연
- 앙쥬 다르장
- 테오필 바케
- 오드리 토투
- 디안느 베니에

### 조연
- 뱅상 라무르
- 마리 베르토

## 수상 및 후보
| 상                | 부문   | 후보자          | 결과 |
| ----------------- | ------ | --------------- | ---- |
| 제21회 뤼미에르상 | 음악상 | 장클로드 바니에 | 후보 |